# Hans Toft
Hans Toft (født 8. februar 1947 i Hvidbjerg) er en dansk politiker fra Det Konservative Folkeparti. Han var borgmester Gentofte Kommune i 28 år fra 1. april 1993 til 15. maj 2021, regionsrådsmedlem i Region Hovedstaden fra 2006 til 2023, og medlem af Folketinget fra 1971 til 1975. Han var desuden været formand for Lokale- og Anlægsfonden.
Han er søn af tidligere indenrigsminister H.C. Toft, student fra Thisted Gymnasium og cand.jur. fra Aarhus Universitet i 1976. Han var efterfølgende ansat i Norsk Hydro og i advokatfirmaet Jonas Bruun, hvor han blev underdirektør. Fra 1971 til 1975 var han medlem af Folketinget. Hans Toft blev valgt ind i Gentofte Kommunalbestyrelse i 1990. Han er gift med Lisbeth Damm.
11. januar 2021 meddelte Toft, at han ville træde tilbage som borgmester 15. maj efter lidt over 28 år på posten. Ny borgmester blev partifællen, den tidligere håndboldspiller Michael Fenger, der havde siddet i byrådet siden 2010. Han forsatte i regionsrådet til 1. februar 2023 hvor han efter uoverensstemmelser i den Konservative regionsrådgruppe forlod politik.

## Ordener

### Danske ordener
- Kommandør af Dannebrogordenen: 16.04.2020[3]
- Ridder af 1. grad af Dannebrogordenen: 2018
- Ridder af Dannebrogordenen: 2008

### Udenlandske ordener
- Island: Den islandske Falkeorden